# Championnat d'Europe de badminton par équipes mixtes 2015
Navigation
Moscou 2013 Lubin 2017
La 23e édition du championnat d'Europe de badminton par équipes mixtes, se tient à Louvain, en Belgique, du 11 au 15 février 2015.

## Équipes participantes et groupes
Douze équipes participent à ces championnats et sont réparties en quatre groupes de trois après tirage au sort.
| Groupe 1 Danemark Pays-Bas Pologne | Groupe 2 Angleterre Irlande Belgique | Groupe 3 Allemagne Écosse Espagne | Groupe 4 Russie Suède France |

L'équipe d'Espagne déclare forfait la veille de la compétition.

## Matches de groupe
Les deux premières équipes de chaque groupe sont qualifiées pour les quarts de finale.

### Groupe 1
| Classement final |          |        |   |   |   |    |    |      |
|                  | Équipe   | Points | J | G | P | SP | SC | Diff |
| 1                | Danemark | 2      | 2 | 2 | 0 | 8  | 2  | +6   |
| 2                | Pays-Bas | 1      | 2 | 1 | 1 | 7  | 3  | +4   |
| 3                | Pologne  | 0      | 2 | 0 | 2 | 0  | 10 | -10  |

| 11 février 2015 | Pays-Bas | 5 | 0 | Pologne  |
| 12 février 2015 | Danemark | 5 | 0 | Pologne  |
| 12 février 2015 | Danemark | 3 | 2 | Pays-Bas |

### Groupe 2
| Classement final |            |        |   |   |   |    |    |      |
|                  | Équipe     | Points | J | G | P | SP | SC | Diff |
| 1                | Angleterre | 2      | 2 | 2 | 0 | 10 | 0  | +10  |
| 2                | Irlande    | 1      | 2 | 1 | 1 | 3  | 7  | -4   |
| 3                | Belgique   | 0      | 2 | 0 | 2 | 2  | 8  | -6   |

| 11 février 2015 | Irlande    | 3 | 2 | Belgique |
| 12 février 2015 | Angleterre | 5 | 0 | Irlande  |
| 12 février 2015 | Angleterre | 5 | 0 | Belgique |

### Groupe 3
| Classement final |           |        |   |   |   |    |    |      |
|                  | Équipe    | Points | J | G | P | SP | SC | Diff |
| 1                | Écosse    | 2      | 2 | 2 | 0 | 3  | 2  | +1   |
| 2                | Allemagne | 1      | 2 | 1 | 1 | 2  | 3  | -1   |
| 3                | Espagne   | 0      | 2 | 0 | 2 | 0  | 0  | 0    |

| 11 février 2015 | Écosse    | W/ | O | Espagne |
| 11 février 2015 | Allemagne | W/ | O | Espagne |
| 12 février 2015 | Allemagne | 2  | 3 | Écosse  |

### Groupe 4
| Classement final |        |        |   |   |   |    |    |      |
|                  | Équipe | Points | J | G | P | SP | SC | Diff |
| 1                | France | 2      | 2 | 2 | 0 | 7  | 3  | +4   |
| 2                | Russie | 1      | 2 | 1 | 1 | 5  | 5  | 0    |
| 3                | Suède  | 0      | 2 | 0 | 2 | 3  | 7  | -4   |

| 11 février 2015 | Suède  | 1 | 4 | France |
| 11 février 2015 | Russie | 3 | 2 | Suède  |
| 12 février 2015 | Russie | 2 | 3 | France |

## Phase à élimination directe
|  | Quarts de finale | Quarts de finale |          |   | Demi-finales  | Demi-finales  |  |  | Finale        | Finale        |
|  | Quarts de finale | Quarts de finale |          |   | Demi-finales  | Demi-finales  |  |  | Finale        | Finale        |
|  |                  |                  |          |   |               |               |  |  |               |               |
|  | le 13 février    | le 13 février    |          |   | le 14 février | le 14 février |  |  | le 15 février | le 15 février |
|  | le 13 février    | le 13 février    |          |   | le 14 février | le 14 février |  |  | le 15 février | le 15 février |
|  | Danemark         | 3                |          |   | le 14 février | le 14 février |  |  | le 15 février | le 15 février |
|  | Danemark         | 3                |          |   | le 14 février | le 14 février |  |  | le 15 février | le 15 février |
|  | Irlande          | 1                |          |   | le 14 février | le 14 février |  |  | le 15 février | le 15 février |
|  | Irlande          | 1                | Danemark | 3 |               |               |  |  | le 15 février | le 15 février |
|  | le 13 février    |                  | Danemark | 3 |               |               |  |  | le 15 février | le 15 février |
|  |                  | Allemagne        | 2        |   |               |               |  |  | le 15 février | le 15 février |
|  | France           | Allemagne        | 2        | 2 |               |               |  |  | le 15 février | le 15 février |
|  | France           |                  |          | 2 |               |               |  |  | le 15 février | le 15 février |
|  | Allemagne        | 3                |          |   |               |               |  |  | le 15 février | le 15 février |
|  | Allemagne        | 3                | Danemark | 3 |               |               |  |  |               |               |
|  | le 13 février    |                  | Danemark | 3 |               |               |  |  |               |               |
|  |                  | Angleterre       | 0        |   |               |               |  |  |               |               |
|  | Russie           | Angleterre       | 0        | 3 |               |               |  |  |               |               |
|  | Russie           | le 14 février    |          | 3 |               |               |  |  |               |               |
|  | Écosse           | 1                |          |   |               |               |  |  |               |               |
|  | Écosse           | 1                | Russie   | 2 |               |               |  |  |               |               |
|  | le 13 février    |                  | Russie   | 2 |               |               |  |  |               |               |
|  |                  | Angleterre       | 3        |   |               |               |  |  |               |               |
|  | Pays-Bas         | Angleterre       | 3        | 1 |               |               |  |  |               |               |
|  | Pays-Bas         |                  |          | 1 |               |               |  |  |               |               |
|  | Angleterre       | 3                |          |   |               |               |  |  |               |               |
|  | Angleterre       | 3                |          |   |               |               |  |  |               |               |

### Quarts de finale
| | Danemark                   | 3                                            | -  | 1  | Irlande |  |  |
| --- | -------------------------- | -------------------------------------------- | -- | -- | ------- |  |  |
| SportOase |                            |                                              |    |    |         |  |  |
| 13 février 2015 à 19 h (en) Résumé du match |                            |                                              |    |    |         |  |  |
| \| 1 \| \| Joachim Fischer Nielsen Christinna Pedersen \| 21 \| 21 \| \| \| \| \| 1 \| \| Sam Magee Chloe Magee \| 18 \| 13 \| \| \| \| \| 2 \| \| Jan Ø. Jørgensen \| 17 \| 21 \| 21 \| \| \| \| 2 \| \| Scott Evans \| 21 \| 17 \| 12 \| \| \| \| 3 \| \| Line Kjærsfeldt \| 16 \| 23 \| 11 \| \| \| \| 3 \| \| Chloe Magee \| 21 \| 21 \| 21 \| \| \| \| \| \| \| \| \| \| \| \| \| 4 \| \| Anders Skaarup Rasmussen Kim Astrup Sorensen \| 21 \| 21 \| \| \| \| \| 4 \| \| Joshua Magee Sam Magee \| 17 \| 16 \| \| \| \| \| \| \| \| \| \| \| \| \| \| 5 \| \| Christinna Pedersen Kamilla Rytter Juhl \| \| \| \| \| \| \| 5 \| Sara Boyle Rachael Darragh \| \| \| \| \| \| \| \| \| \| \| \| \| \| \| \| |                            |                                              |    |    |         |  |  |
| 1 |                            | Joachim Fischer Nielsen Christinna Pedersen  | 21 | 21 |         |  |  |
| 1 |                            | Sam Magee Chloe Magee                        | 18 | 13 |         |  |  |
| 2 |                            | Jan Ø. Jørgensen                             | 17 | 21 | 21      |  |  |
| 2 |                            | Scott Evans                                  | 21 | 17 | 12      |  |  |
| 3 |                            | Line Kjærsfeldt                              | 16 | 23 | 11      |  |  |
| 3 |                            | Chloe Magee                                  | 21 | 21 | 21      |  |  |
| |                            |                                              |    |    |         |  |  |
| 4 |                            | Anders Skaarup Rasmussen Kim Astrup Sorensen | 21 | 21 |         |  |  |
| 4 |                            | Joshua Magee Sam Magee                       | 17 | 16 |         |  |  |
| |                            |                                              |    |    |         |  |  |
| 5 |                            | Christinna Pedersen Kamilla Rytter Juhl      |    |    |         |  |  |
| 5 | Sara Boyle Rachael Darragh |                                              |    |    |         |  |  |
| |                            |                                              |    |    |         |  |  |

| | France | 2                                    | -  | 3  | Allemagne |  |  |
| --- | ------ | ------------------------------------ | -- | -- | --------- |  |  |
| SportOase |        |                                      |    |    |           |  |  |
| 13 février 2015 à 19 h (en) Résumé du match |        |                                      |    |    |           |  |  |
| \| 1 \| \| Lucas Corvée \| 21 \| 21 \| \| \| \| \| 1 \| \| Fabian Roth \| 16 \| 18 \| \| \| \| \| 2 \| \| Sashina Vignes Waran \| 17 \| 21 \| 21 \| \| \| \| 2 \| \| Karin Schnaase \| 21 \| 18 \| 19 \| \| \| \| 3 \| \| Baptiste Carême Ronan Labar \| 21 \| 19 \| 19 \| \| \| \| 3 \| \| Max Schwenger Josche Zurwonne \| 14 \| 21 \| 21 \| \| \| \| \| \| \| \| \| \| \| \| \| 4 \| \| Delphine Lansac Émilie Lefel \| 11 \| 18 \| \| \| \| \| 4 \| \| Johanna Golizsewski Carla Nelte \| 21 \| 21 \| \| \| \| \| \| \| \| \| \| \| \| \| \| 5 \| \| Audrey Fontaine Gaëtan Mittelheisser \| 22 \| 17 \| \| \| \| \| 5 \| \| Michael Fuchs Birgit Michels \| 24 \| 21 \| \| \| \| \| \| \| \| \| \| \| \| \| |        |                                      |    |    |           |  |  |
| 1 |        | Lucas Corvée                         | 21 | 21 |           |  |  |
| 1 |        | Fabian Roth                          | 16 | 18 |           |  |  |
| 2 |        | Sashina Vignes Waran                 | 17 | 21 | 21        |  |  |
| 2 |        | Karin Schnaase                       | 21 | 18 | 19        |  |  |
| 3 |        | Baptiste Carême Ronan Labar          | 21 | 19 | 19        |  |  |
| 3 |        | Max Schwenger Josche Zurwonne        | 14 | 21 | 21        |  |  |
| |        |                                      |    |    |           |  |  |
| 4 |        | Delphine Lansac Émilie Lefel         | 11 | 18 |           |  |  |
| 4 |        | Johanna Golizsewski Carla Nelte      | 21 | 21 |           |  |  |
| |        |                                      |    |    |           |  |  |
| 5 |        | Audrey Fontaine Gaëtan Mittelheisser | 22 | 17 |           |  |  |
| 5 |        | Michael Fuchs Birgit Michels         | 24 | 21 |           |  |  |
| |        |                                      |    |    |           |  |  |

| | Russie                        | 3                                      | -  | 1  | Écosse |  |  |
| --- | ----------------------------- | -------------------------------------- | -- | -- | ------ |  |  |
| SportOase |                               |                                        |    |    |        |  |  |
| 13 février 2015 à 14 h (en) Résumé du match |                               |                                        |    |    |        |  |  |
| \| 1 \| \| Vladimir Ivanov Evgeniya Kosetskaya \| 21 \| 21 \| \| \| \| \| 1 \| \| Imogen Bankier Robert Blair \| 12 \| 16 \| \| \| \| \| 2 \| \| Vladimir Malkov \| 21 \| 21 \| \| \| \| \| 2 \| \| Kieran Merrilees \| 17 \| 11 \| \| \| \| \| 3 \| \| Ksenia Polikarpova \| 15 \| 5 \| \| \| \| \| 3 \| \| Kirsty Gilmour \| 21 \| 21 \| \| \| \| \| \| \| \| \| \| \| \| \| \| 4 \| \| Vladimir Ivanov Ivan Sozonov \| 22 \| 21 \| \| \| \| \| 4 \| \| Robert Blair Paul Van Rietvelde \| 20 \| 16 \| \| \| \| \| \| \| \| \| \| \| \| \| \| 5 \| \| Ekaterina Bolotova Evgeniya Kosetskaya \| \| \| \| \| \| \| 5 \| Imogen Bankier Kirsty Gilmour \| \| \| \| \| \| \| \| \| \| \| \| \| \| \| \| |                               |                                        |    |    |        |  |  |
| 1 |                               | Vladimir Ivanov Evgeniya Kosetskaya    | 21 | 21 |        |  |  |
| 1 |                               | Imogen Bankier Robert Blair            | 12 | 16 |        |  |  |
| 2 |                               | Vladimir Malkov                        | 21 | 21 |        |  |  |
| 2 |                               | Kieran Merrilees                       | 17 | 11 |        |  |  |
| 3 |                               | Ksenia Polikarpova                     | 15 | 5  |        |  |  |
| 3 |                               | Kirsty Gilmour                         | 21 | 21 |        |  |  |
| |                               |                                        |    |    |        |  |  |
| 4 |                               | Vladimir Ivanov Ivan Sozonov           | 22 | 21 |        |  |  |
| 4 |                               | Robert Blair Paul Van Rietvelde        | 20 | 16 |        |  |  |
| |                               |                                        |    |    |        |  |  |
| 5 |                               | Ekaterina Bolotova Evgeniya Kosetskaya |    |    |        |  |  |
| 5 | Imogen Bankier Kirsty Gilmour |                                        |    |    |        |  |  |
| |                               |                                        |    |    |        |  |  |

| | Pays-Bas                      | 1                             | -  | 3  | Angleterre |  |  |
| --- | ----------------------------- | ----------------------------- | -- | -- | ---------- |  |  |
| SportOase |                               |                               |    |    |            |  |  |
| 13 février 2015 à 14 h (en) Résumé du match |                               |                               |    |    |            |  |  |
| \| 1 \| \| Jacco Arends Selena Piek \| 15 \| 18 \| \| \| \| \| 1 \| \| Chris Adcock Gabrielle Adcock \| 21 \| 21 \| \| \| \| \| 2 \| \| Eric Pang \| 18 \| 17 \| \| \| \| \| 2 \| \| Rajiv Ouseph \| 21 \| 21 \| \| \| \| \| 3 \| \| Soraya de Visch Eijbergen \| 15 \| 21 \| 21 \| \| \| \| 3 \| \| Fontaine Chapman \| 21 \| 16 \| 11 \| \| \| \| \| \| \| \| \| \| \| \| \| 4 \| \| Jacco Arends Jelle Maas \| 13 \| 21 \| 13 \| \| \| \| 4 \| \| Marcus Ellis Chris Langridge \| 21 \| 17 \| 21 \| \| \| \| \| \| \| \| \| \| \| \| \| 5 \| \| Eefje Muskens Selena Piek \| \| \| \| \| \| \| 5 \| Gabrielle Adcock Lauren Smith \| \| \| \| \| \| \| \| \| \| \| \| \| \| \| \| |                               |                               |    |    |            |  |  |
| 1 |                               | Jacco Arends Selena Piek      | 15 | 18 |            |  |  |
| 1 |                               | Chris Adcock Gabrielle Adcock | 21 | 21 |            |  |  |
| 2 |                               | Eric Pang                     | 18 | 17 |            |  |  |
| 2 |                               | Rajiv Ouseph                  | 21 | 21 |            |  |  |
| 3 |                               | Soraya de Visch Eijbergen     | 15 | 21 | 21         |  |  |
| 3 |                               | Fontaine Chapman              | 21 | 16 | 11         |  |  |
| |                               |                               |    |    |            |  |  |
| 4 |                               | Jacco Arends Jelle Maas       | 13 | 21 | 13         |  |  |
| 4 |                               | Marcus Ellis Chris Langridge  | 21 | 17 | 21         |  |  |
| |                               |                               |    |    |            |  |  |
| 5 |                               | Eefje Muskens Selena Piek     |    |    |            |  |  |
| 5 | Gabrielle Adcock Lauren Smith |                               |    |    |            |  |  |
| |                               |                               |    |    |            |  |  |

### Demi-finales
| | Danemark | 3                                           | -  | 2  | Allemagne |  |  |
| --- | -------- | ------------------------------------------- | -- | -- | --------- |  |  |
| SportOase |          |                                             |    |    |           |  |  |
| 14 février 2015 à 19 h (en) Résumé du match |          |                                             |    |    |           |  |  |
| \| 1 \| \| Joachim Fischer Nielsen Christinna Pedersen \| 21 \| 21 \| \| \| \| \| 1 \| \| Carla Nelte Max Schwenger \| 17 \| 17 \| \| \| \| \| 2 \| \| Viktor Axelsen \| 21 \| 21 \| \| \| \| \| 2 \| \| Dieter Domke \| 15 \| 12 \| \| \| \| \| 3 \| \| Anna Thea Madsen \| 18 \| 21 \| 14 \| \| \| \| 3 \| \| Karin Schnaase \| 21 \| 11 \| 21 \| \| \| \| \| \| \| \| \| \| \| \| \| 4 \| \| Mads Conrad-Petersen Mads Pieler Kolding \| 16 \| 13 \| \| \| \| \| 4 \| \| Michael Fuchs Max Schwenger \| 21 \| 21 \| \| \| \| \| \| \| \| \| \| \| \| \| \| 5 \| \| Christinna Pedersen Kamilla Rytter Juhl \| 21 \| 21 \| \| \| \| \| 5 \| \| Johanna Goliszewski Carla Nelte \| 15 \| 9 \| \| \| \| \| \| \| \| \| \| \| \| \| |          |                                             |    |    |           |  |  |
| 1 |          | Joachim Fischer Nielsen Christinna Pedersen | 21 | 21 |           |  |  |
| 1 |          | Carla Nelte Max Schwenger                   | 17 | 17 |           |  |  |
| 2 |          | Viktor Axelsen                              | 21 | 21 |           |  |  |
| 2 |          | Dieter Domke                                | 15 | 12 |           |  |  |
| 3 |          | Anna Thea Madsen                            | 18 | 21 | 14        |  |  |
| 3 |          | Karin Schnaase                              | 21 | 11 | 21        |  |  |
| |          |                                             |    |    |           |  |  |
| 4 |          | Mads Conrad-Petersen Mads Pieler Kolding    | 16 | 13 |           |  |  |
| 4 |          | Michael Fuchs Max Schwenger                 | 21 | 21 |           |  |  |
| |          |                                             |    |    |           |  |  |
| 5 |          | Christinna Pedersen Kamilla Rytter Juhl     | 21 | 21 |           |  |  |
| 5 |          | Johanna Goliszewski Carla Nelte             | 15 | 9  |           |  |  |
| |          |                                             |    |    |           |  |  |

| | Russie | 2                                      | -  | 3  | Angleterre |  |  |
| --- | ------ | -------------------------------------- | -- | -- | ---------- |  |  |
| SportOase |        |                                        |    |    |            |  |  |
| 14 février 2015 à 14 h (en) Résumé du match |        |                                        |    |    |            |  |  |
| \| 1 \| \| Evgeniya Kosetskaya Ivan Sozonov \| 21 \| 17 \| 21 \| \| \| \| 1 \| \| Chris Adcock Gabrielle Adcock \| 17 \| 21 \| 13 \| \| \| \| 2 \| \| Vladimir Malkov \| 15 \| 21 \| 18 \| \| \| \| 2 \| \| Rajiv Ouseph \| 21 \| 11 \| 21 \| \| \| \| 3 \| \| Ksenia Polikarpova \| 17 \| 15 \| \| \| \| \| 3 \| \| Fontaine Chapman \| 21 \| 21 \| \| \| \| \| \| \| \| \| \| \| \| \| \| 4 \| \| Vladimir Ivanov Ivan Sozonov \| 22 \| 15 \| 21 \| \| \| \| 4 \| \| Marcus Ellis Chris Langridge \| 20 \| 21 \| 12 \| \| \| \| \| \| \| \| \| \| \| \| \| 5 \| \| Ekaterina Bolotova Evgeniya Kosetskaya \| 12 \| 21 \| 16 \| \| \| \| 5 \| \| Gabrielle Adcock Lauren Smith \| 21 \| 15 \| 21 \| \| \| \| \| \| \| \| \| \| \| \| |        |                                        |    |    |            |  |  |
| 1 |        | Evgeniya Kosetskaya Ivan Sozonov       | 21 | 17 | 21         |  |  |
| 1 |        | Chris Adcock Gabrielle Adcock          | 17 | 21 | 13         |  |  |
| 2 |        | Vladimir Malkov                        | 15 | 21 | 18         |  |  |
| 2 |        | Rajiv Ouseph                           | 21 | 11 | 21         |  |  |
| 3 |        | Ksenia Polikarpova                     | 17 | 15 |            |  |  |
| 3 |        | Fontaine Chapman                       | 21 | 21 |            |  |  |
| |        |                                        |    |    |            |  |  |
| 4 |        | Vladimir Ivanov Ivan Sozonov           | 22 | 15 | 21         |  |  |
| 4 |        | Marcus Ellis Chris Langridge           | 20 | 21 | 12         |  |  |
| |        |                                        |    |    |            |  |  |
| 5 |        | Ekaterina Bolotova Evgeniya Kosetskaya | 12 | 21 | 16         |  |  |
| 5 |        | Gabrielle Adcock Lauren Smith          | 21 | 15 | 21         |  |  |
| |        |                                        |    |    |            |  |  |

### Finale
| | Danemark                      | 3                                           | -  | 0  | Angleterre |  |  |
| --- | ----------------------------- | ------------------------------------------- | -- | -- | ---------- |  |  |
| SportOase |                               |                                             |    |    |            |  |  |
| 15 février 2015 à 14 h (en) Résumé du match |                               |                                             |    |    |            |  |  |
| \| 1 \| \| Line Kjærsfeldt \| 21 \| 21 \| \| \| \| \| 1 \| \| Fontaine Chapman \| 14 \| 11 \| \| \| \| \| 2 \| \| Jan Ø. Jørgensen \| 21 \| 21 \| \| \| \| \| 2 \| \| Toby Penty \| 18 \| 14 \| \| \| \| \| 3 \| \| Christinna Pedersen Kamilla Rytter Juhl \| 21 \| 21 \| \| \| \| \| 3 \| \| Heather Olver Lauren Smith \| 9 \| 14 \| \| \| \| \| \| \| \| \| \| \| \| \| \| 4 \| \| Mads Conrad-Petersen Mads Pieler Kolding \| \| \| \| \| \| \| 4 \| Marcus Ellis Chris Langridge \| \| \| \| \| \| \| \| \| \| \| \| \| \| \| \| \| 5 \| \| Joachim Fischer Nielsen Christinna Pedersen \| \| \| \| \| \| \| 5 \| Chris Adcock Gabrielle Adcock \| \| \| \| \| \| \| \| \| \| \| \| \| \| \| \| |                               |                                             |    |    |            |  |  |
| 1 |                               | Line Kjærsfeldt                             | 21 | 21 |            |  |  |
| 1 |                               | Fontaine Chapman                            | 14 | 11 |            |  |  |
| 2 |                               | Jan Ø. Jørgensen                            | 21 | 21 |            |  |  |
| 2 |                               | Toby Penty                                  | 18 | 14 |            |  |  |
| 3 |                               | Christinna Pedersen Kamilla Rytter Juhl     | 21 | 21 |            |  |  |
| 3 |                               | Heather Olver Lauren Smith                  | 9  | 14 |            |  |  |
| |                               |                                             |    |    |            |  |  |
| 4 |                               | Mads Conrad-Petersen Mads Pieler Kolding    |    |    |            |  |  |
| 4 | Marcus Ellis Chris Langridge  |                                             |    |    |            |  |  |
| |                               |                                             |    |    |            |  |  |
| 5 |                               | Joachim Fischer Nielsen Christinna Pedersen |    |    |            |  |  |
| 5 | Chris Adcock Gabrielle Adcock |                                             |    |    |            |  |  |
| |                               |                                             |    |    |            |  |  |